# Alloplitis completus
Alloplitis completus är en stekelart som beskrevs av Mason 1981. Alloplitis completus ingår i släktet Alloplitis och familjen bracksteklar. Inga underarter finns listade i Catalogue of Life.